# Konsensualna koncepcja prawdy

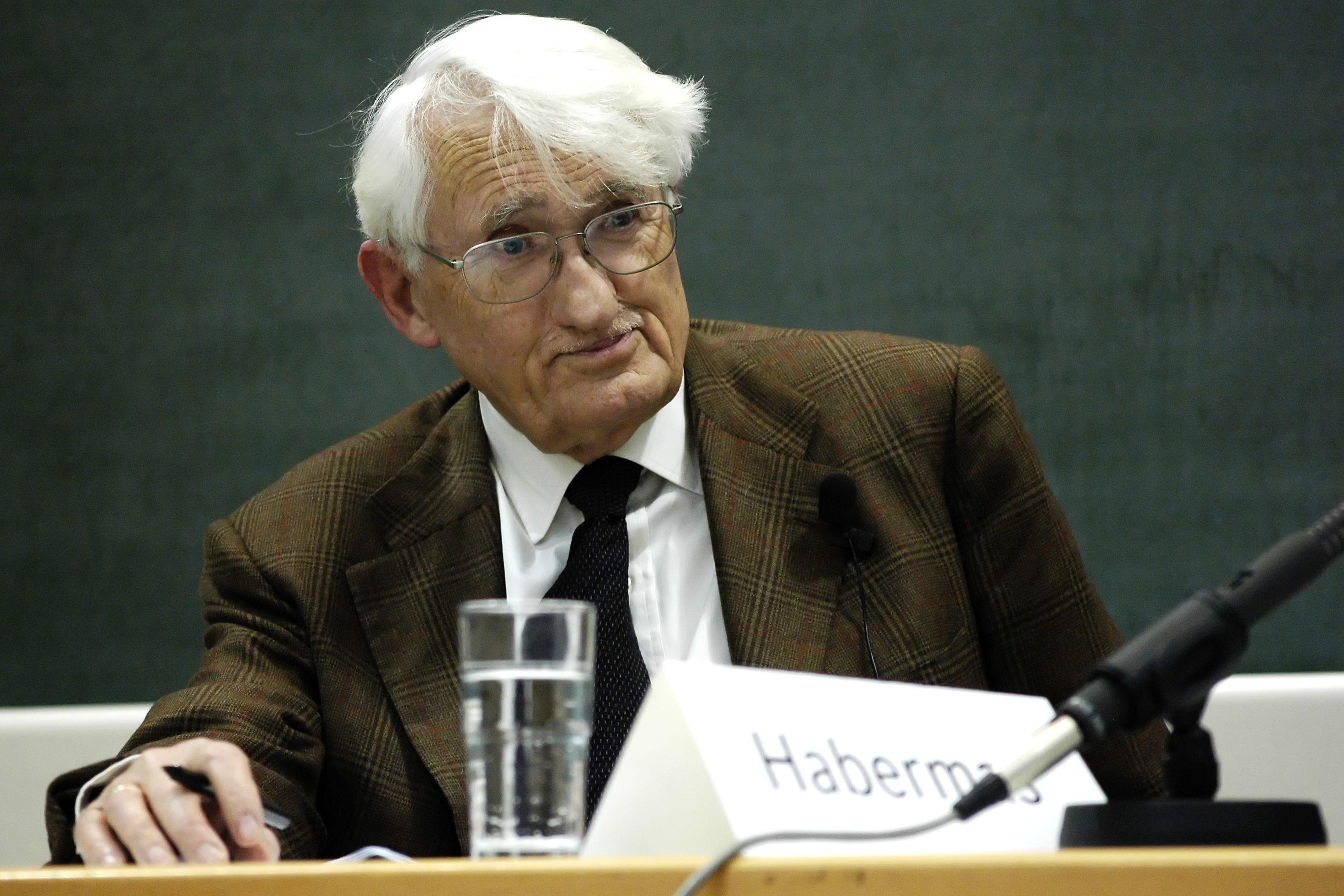
Konsensualną koncepcją prawdy zajmował się m.in. Jürgen Habermas

Konsensualna koncepcja prawdy – jedna z nieklasycznych koncepcji prawdy, pojmująca prawdziwość jako wynik hipotetycznej idealnej dyskusji.
Istnieje wiele koncepcji prawdy, zarówno klasycznych (prawda jako zgodność myśli i rzeczywistości), jak i nieklasycznych, a samo zagadnienie to należy do kluczowych w epistemologii. Wśród koncepcji nieklasycznych wymienia się przede wszystkim koncepcję koherencyjną i pragmatyczną.
Tę ostatnią rozumieć można rozmaicie. William James uznawał prawdziwą myśl za podstawę skutecznego działania, natomiast Charles Peirce definiował prawdę jako idealną granicę badania.
Idealną granicę badania Peirce'a rozumieć można jako hipotetyczny rezultat nieskończonego badania. Badanie takie przeprowadzić by mogła jedynie nieskończona wspólnota uczonych. Każdy konkretny badacz uzyskuje jakiś wniosek, poszczególne wnioski różnych naukowców różnią się jednak od siebie. Jednak w dłuższym czasie widać, że prezentowane przez różnych naukowców wnioski zmierzają w jednym kierunku. Można więc sądzić, że działalność badawcza tychże uczonych zmierza do pewnej granicy, w której to granicy, gdyby ją osiągnąć, osiągnęłoby się wspólny, pojedynczy wynik. Byłby on zapewne prawdziwy. Tak więc sąd/mniemanie (nośnik prawdy) prawdziwy to taki, który zostałby zaakceptowany w ostatecznym rezultacie przez wszystkich badaczy, inaczej mówiąc, słowami Habermasa, taki, który zostałby zaakceptowany ostatecznie w wyniku wymiany argumentów w idealnej sytuacji komunikacyjnej. Jako idealną sytuację komunikacyjną rozumieć należy tutaj dyskusję, w której każda kompetentna osoba może wziąć udział, wszyscy uczestnicy mają takie same prawa, nie ma autoironii ani przymusu.